# Rhinebeck
Rhinebeck liegt im Nordwesten des Dutchess County in New York, Vereinigte Staaten. Das U.S. Census Bureau hat bei der Volkszählung 2020 eine Einwohnerzahl von 7.596 ermittelt. Innerhalb des Stadtgebietes liegt auch das Village of Rhinebeck.

## Geographie
Nach den Angaben des United States Census Bureaus hat die Stadt eine Gesamtfläche von 103,2 km², wovon 93,9 km² auf Land und 9,2 km² (= 8,96 %) auf Gewässer entfallen. U.S. Highway 9 verläuft durch das Stadtgebiet.
Im Westen grenzt Rhinebeck an das Ulster County; die Grenze verläuft im Hudson River. Die weiteren Nachbarn sind im Dutchess County: Red Hook im Norden, Milan und Clinton im Osten sowie Hyde Park im Süden.
In der Town of Rhinebeck liegen:
- Eighmyville – ein Ort nordöstlich des Dorfes Rhinebeck.
- Ellerslie – ein Ort im südwestlichen Teil der Stadt nahe dem Hudson River
- Rhinebeck – das Dorf Rhinebeck
- Rhinecliff – eine kleine Siedlung östlich des Hudson River
- Weys Corners – ein Ort im nordöstlichen Teil der Stadt
- Württemberg – Siedlung im südöstlichen Teil der Stadt

## National Register of Historic Places

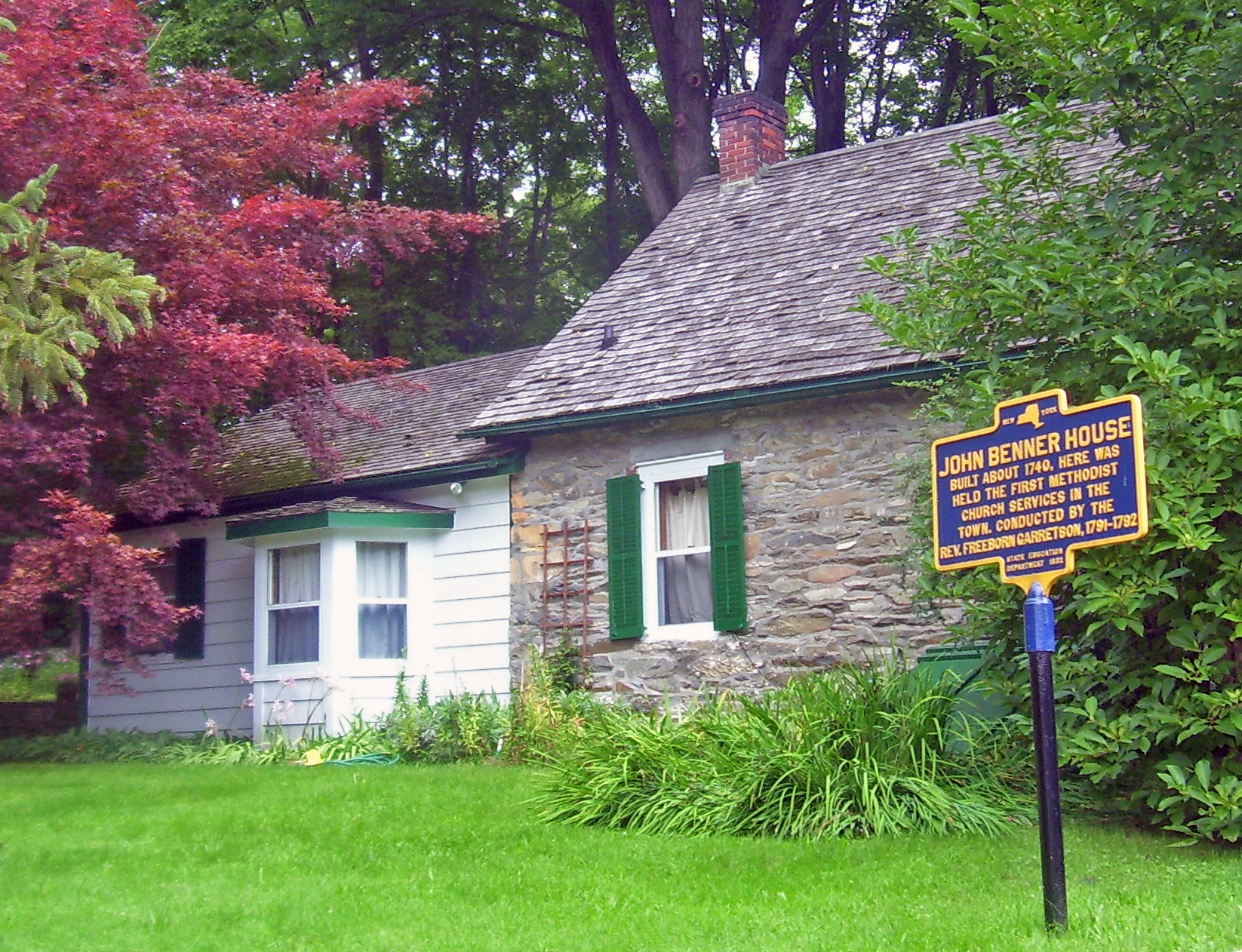
Benner House (2008)

In der Town und im Village of Rhinebeck einschließlich des Weilers Rhinecliff sind 39 Bauwerke und Objekte in das National Register of Historic Places eingetragen, so unter anderem das Benner House (Stand 27. September 2018).

## Demographie
Zum Zeitpunkt des United States Census 2000 bewohnten die Stadt Rhinebeck 7762 Personen. Die Bevölkerungsdichte betrug 82,7 Personen pro km2. Es gab 3255 Wohneinheiten, durchschnittlich 34,7 pro km2. Die Bevölkerung bestand zu 92,50 % aus Weißen, 3,61 % Afroamerikanern, 0,09 % indigenen Amerikanern und 1,37 % Asiaten. 1,17 % gaben an, anderen „Rassen“ (im Sinne des United States Census) anzugehören und 1,26 % nannten zwei oder mehr „Rassen“. 3,94 % der Bevölkerung erklärten, Hispanos oder Latinos jeglicher „Rasse“ zu sein.
Die Bewohner Rhinebecks verteilten sich auf 3001 Haushalte, von denen in 25,9 % Kinder unter 18 Jahren lebten. 50,2 % der Haushalte stellten Verheiratete, 7,1 % hatten einen weiblichen Haushaltsvorstand ohne Ehemann und 40,1 % bildeten keine Familien. 34,0 % der Haushalte bestanden aus Einzelpersonen und in 15,2 % aller Haushalte lebte jemand im Alter von 65 Jahren oder mehr alleine. Die durchschnittliche Haushaltsgröße betrug 2,22 und die durchschnittliche Familiengröße 2,87 Personen.
Die Stadtbevölkerung verteilte sich auf 20,3 % Minderjährige, 5,8 % 18–24-Jährige, 25,4 % 25–44-Jährige, 25,7 % 45–64-Jährige und 22,8 % im Alter von 65 Jahren oder mehr. Das Durchschnittsalter betrug 44 Jahre. Auf jeweils 100 Frauen entfielen 91,5 Männer. Bei den über 18-Jährigen entfielen auf 100 Frauen 84,1 Männer.
Das mittlere Haushaltseinkommen in Rhinebeck betrug 52.679 US-Dollar und das mittlere Familieneinkommen erreichte die Höhe von 67.837 US-Dollar. Das Durchschnittseinkommen der Männer betrug 49.028 US-Dollar, gegenüber 31.703 US-Dollar bei den Frauen. Das Pro-Kopf-Einkommen in Rhinebeck war 29.069 US-Dollar. 9,7 % der Bevölkerung und 3,1 % der Familien hatten ein Einkommen unterhalb der Armutsgrenze, davon waren 6,9 % der Minderjährigen und 5,6 % der Altersgruppe 65 Jahre und mehr betroffen.

## Persönlichkeiten
- Jacob Radcliff (1764–1844), Politiker
- Charles D. Cooper (1769–1831), Mediziner, Jurist und Politiker
- John Bachman (1790–1874), Naturgelehrter und Priester
- John A. Quitman (1799–1858), Politiker
- Andrew Z. McCarty (1808–1879), Jurist und Politiker
- John Thompson (1809–1890), Jurist und Politiker
- Richard Schell (1810–1879), Politiker
- John Jacob Astor IV (1864–1912), Geschäftsmann
- Philip Embury Browning (1866–1937), Chemiker
- Irene Dische (* 1952), Schriftstellerin
- Quentin Smith (1952–2020), Philosoph
- Pamela Katz (* 1958), Drehbuchautorin, Schriftstellerin und Professorin
- Rufus Wainwright (* 1973), Singer-Songwriter und Komponist
- Joseph Mazzello (* 1983), Schauspieler, Regisseur und Drehbuchautor
- Emma Roberts (* 1991), Schauspielerin, Model und Sängerin
- Lindsay Andretta (* 1992), Schauspielerin und Kinderdarstellerin

## Sonstiges
Am 31. Juli 2010 fand hier die Hochzeit von Chelsea Clinton und dem Investmentbanker Marc Mezvinsky statt.